# Mistrzostwa świata w futbolu amerykańskim kobiet
Mistrzostwa świata w futbolu amerykańskim kobiet – cyklicznie rozgrywane turnieje najlepszych żeńskich reprezentacji krajowych w futbolu amerykańskim na świecie, organizowane od 2010 roku przez Międzynarodową Federację Futbolu Amerykańskiego. Obrońca tytułu i gospodarz turnieju, mają zagwarantowane prawo uczestnictwa w imprezie bez eliminacji, które wyłaniają pozostałych finalistów. Pierwsza edycja odbyła się w 2010 roku w Sztokholmie, w Szwecji, gdzie konkurowało sześć reprezentacji. Reprezentacja Stanów Zjednoczonych zdobyła złoto, nie pozwalając przeciwnikom nawet na zdobycie punktu.

## Wyniki
| Rok            | Kraj      |                   | Finał | Finał           | Finał     |       | Mecz o trzecie miejsce | Mecz o trzecie miejsce | Mecz o trzecie miejsce |
| Rok            | Kraj      | Zwycięzca         | Wynik | Drugi           | Trzeci    | Wynik | Czwarty                |                        |                        |
| 2010 Szczegóły | Szwecja   | Stany Zjednoczone | 66–0  | Kanada          | Finlandia | 26–18 | Niemcy                 |                        |                        |
| 2013 Szczegóły | Finlandia | Stany Zjednoczone | 64–0  | Kanada          | Finlandia | 20–19 | Niemcy                 |                        |                        |
| 2017 Szczegóły | Kanada    | Stany Zjednoczone | 41–16 | Kanada          | Meksyk    | 19–8  | Wielka Brytania        |                        |                        |
| 2022 Szczegóły | Finlandia | Stany Zjednoczone | 42–14 | Wielka Brytania | Finlandia | 19–17 | Kanada                 |                        |                        |

### Tabela medalowa
| L.p.  | Kraj              | Złoty | Srebrny | Brązowy | Medale |
| ----- | ----------------- | ----- | ------- | ------- | ------ |
| 1.    | Stany Zjednoczone | 4     | 0       | 0       | 4      |
| 2.    | Kanada            | 0     | 3       | 0       | 3      |
| 4.    | Wielka Brytania   | 0     | 1       | 0       | 1      |
| 3.    | Finlandia         | 0     | 0       | 3       | 3      |
| 4.    | Meksyk            | 0     | 0       | 1       | 1      |
| Razem | Razem             | 4     | 4       | 4       | 12     |